# Tout l'or des hommes
Tout l'or des hommes è il primo singolo tratto dall'album della cantante canadese Céline Dion, 1 fille & 4 types (2003). La canzone, scritta da Jacques Veneruso e prodotta da Erick Benzi, fu pubblicata il 6 ottobre 2003 in Canada e in Europa.
Il singolo ottenne un discreto successo commerciale, raggiungendo la top 10 in Belgio, Canada, Francia e Svizzera.

## Antefatti, pubblicazione e contenuti
Tout l'or des hommes fu scritta da Jacques Veneruso, autore del brano Sous le vent, registrato da Garou e dalla stessa Dion in duetto nel 2001. La produzione fu curata da Erick Benzi, storico collaboratore della cantante di cui produsse i suoi album in francese più famosi: D'eux (1995) e S'il suffisait d'aimer (1998).
Il brano fu pubblicato come singolo apripista della promozione dell'album 1 fille & 4 types, il 6 ottobre 2003 in Canada e nei paesi francofoni d'Europa.
Il CD singolo includeva come traccia secondaria Tu nages, altro brano tratto da 1 fille & 4 types. La versione europea comprendeva anche una versione strumentale del singolo, mentre in Germania fu rilasciato una serie Pock Itǃ del CD singolo (una serie tedesca di un mini CD singolo) che presentava come seconda traccia il duetto Sous le vent.

## Videoclip musicale
Il videoclip musicale, diretto da Yannick Saillet, fu girato nel maggio 2003 nel deserto del Mojave e pubblicato nell'ottobre 2003. La realizzazione del video di Tout l'or des hommes è apparsa anche nell'edizione limitata di 1 fille & 4 types.
Il videoclip mostra una Céline totalmente diversa sia nel look che nei comportamenti. La cantante, nel video, affronta una sorta di tour nel deserto dove incontra gente umile e dove si esibisce in locali tipici degli stati americani caratterizzati dal clima arido dei deserti. Nel viaggio sono presenti anche i suoi 4 amici e autori: Jean-Jacques Goldman, Erick Benzi, Jacques Veneruso e Gildas Arzel; i quali accompagnano la cantante con i loro strumenti, aiutandola anche a scrivere canzoni
In Francia, il videoclip fu rilasciato anche su un DVD singolo, contenente anche una versione Karaoke del brano. Il videoclip musicale è stato incluso anche nella compilation DVD della Dion pubblicata nel 2005, On ne change pas.

## Recensioni da parte della critica
Rob Theakston di AllMusic nella sua recensione di 1 fille & 4 types mise Tout l'or des hommes, tra le sue preferite della track-list. David Browne di Entertainment Weekly scrisseː"Orchestre abbandonate e gloss pop, lei e i suoi "ragazzi" offrono vibrazioni in Tout l'or des hommes".

## Successo commerciale
Tout l'or des hommes ottenne un buon successo commerciale nei paesi francofoni d'Europa e in Canada. Il singolo raggiunse la prima posizione della classifica québecchese dei singoli più venduti, trascorrendovi otto settimane consecutive; mentre in Canada salì alla numero 2 della Billboard Canadian Hot 100.
In Europa in singolo raggiunse la top ten di Francia (numero 3), Belgio Vallonia (numero 5) e Svizzera (numero 10).
Tout l'or des hommes fu certificato disco d'argento in Francia, dopo aver venduto oltre 125 000 copie.

## Interpretazioni dal vivo e pubblicazioni
Il 1º ottobre 2003 al Caesars Palace di Las Vegas, Céline Dion registrò uno speciale televisivo distribuito da TF1 e dedicato all'album 1 fille & 4 types, in cui interpretò il suo primo singolo tratto da quest'ultimo, insieme ai suoi quattro amici e autoriː Jean-Jacques Goldman, Erick Benzi, Jacques Veneruso e Gildas Arzel.
Tout l'or des hommes è stata eseguita da Céline il 13 maggio 2008, durante la tappa in Belgio del suo Taking Chances World Tour e in tutti della Tournée Européenne 2013. Il 27 luglio 2013 Céline si esibì sulle Plaines d'Abraham di Québec City, di fronte a circa 44.000 spettatori. In questo concerto la Dion cantò anche Tout l'or des hommes, il quale fu inserito nell'album live Céline une seule fois / Live 2013 (2014).
Nel 2005 il brano fu incluso nel greatest hits della Dion, On ne change pas (2005).

## Formati e tracce
CD Singolo (Canada) (Columbia: 38K 3442)
1. Tout l'or des hommes – 2:58 (Jacques Veneruso)
2. Tu nages – 3:09 (Erick Benzi)

CD Maxi-Singolo (Europa; Francia) (Columbia: COL 674251 1; Columbia: COL 674251 0)
1. Tout l'or des hommes – 2:58 (Veneruso)
2. Tu nages – 3:09 (Benzi)
3. Tout l'or des hommes (Version Instrumentale) – 2:58 (Veneruso)

CD Singolo Promo (Francia) (Columbia: SAMPCS13188)
1. Tout l'or des hommes – 2:58 (Veneruso)

CD Mini-Singolo Pock It! (Germania) (Columbia: COL 674251 3)
1. Tout l'or des hommes – 2:58 (Veneruso)
2. Sous le vent (feat. Garou) – 3:30 (Veneruso)

DVD Singolo (Francia) (Columbia: COL 674251 9)
1. Tout l'or des hommes (Video)
2. Tout l'or des hommes (Karaoke)

## Classifiche

### Classifiche settimanali
| Classifica (2003)                     | Posizione massima raggiunta |
| ------------------------------------- | --------------------------- |
| Belgio Fiandre (Ultratop 50)          | 29                          |
| Belgium Vallonia (Ultratop 50)        | 5                           |
| Canada (Billboard Canadian Hot 100)   | 2                           |
| Europa (Eurochart Hot 100 Singles)    | 10                          |
| Finlandia (Suomen virallinen lista)   | 16                          |
| Francia (SNEP)                        | 3                           |
| Germania (Offizielle Deutsche Charts) | 77                          |
| Paesi Bassi (Single Top 100)          | 100                         |
| Polonia (Polish Music Charts)         | 1                           |
| Québec (ADISQ)                        | 1                           |
| Svizzera (Schweizer Hitparade)        | 10                          |

### Classifiche di fine anno
| Classifica (2003)                                                      | Posizione |
| ---------------------------------------------------------------------- | --------- |
| Belgium Vallonia (Ultratop Singles francophones rapports annuels 2003) | 25        |
| Belgio Vallonia (Ultratop Singles rapports annuels 2003)               | 52        |
| Francia (SNEP, Classement Singles - année 2003)                        | 73        |
| Svizzera (Schweizer Hitparade)                                         | 61        |

## Cronologia di rilascio
| Paese    | Data | Formato  |
| -------- | ---- | -------- |
| Canada   | 2003 | CD       |
| Europa   | 2003 | CD       |
| Francia  | 2003 | CD • DVD |
| Germania | 2003 | CD       |